# Concise
Concise est une commune suisse du canton de Vaud, située dans le district du Jura-Nord vaudois.

## Géographie

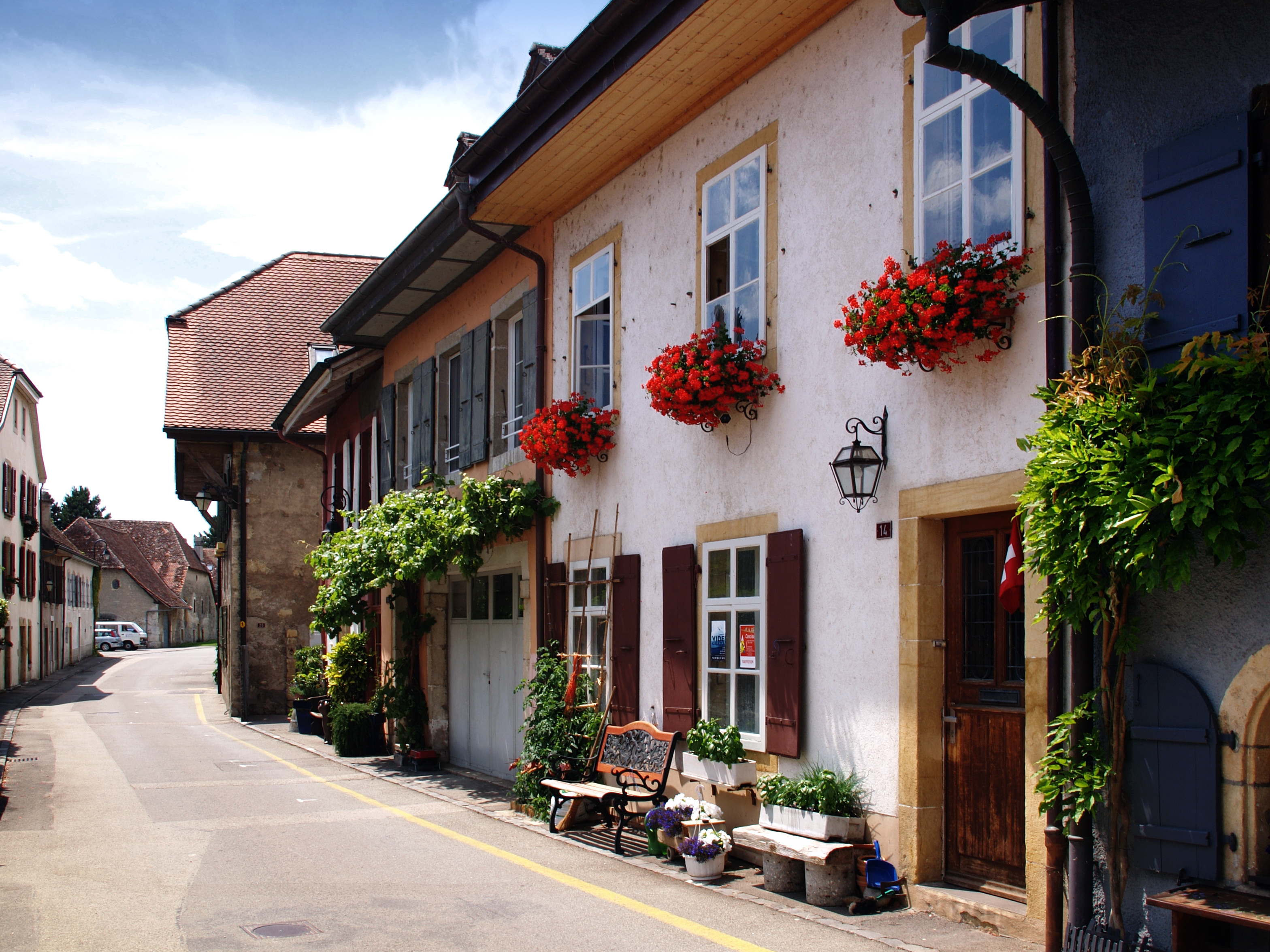
La Rive.

Vue aérienne (1954).

Concise est une commune composée du village de Concise et de la localité de La Raisse. Tous deux se situent sur la rive nord du lac de Neuchâtel, à 438 m d'altitude, à flanc d'une montagne couverte d'une forêt, le Bois de la Côte.
Au nord de la commune est située la ligne de crête du Mont Aubert (1 339 m - Bonvillars), mont « à cheval » sur les deux communes.
Au sud, la commune possède une façade littorale. Une parcelle du lac de Neuchâtel lui appartient, soit une zone délimitée virtuellement par deux lignes perpendiculaires partant des limites terrestres, reliées par la ligne médiane du lac. Cette zone fait face à la parcelle de la commune de Cheyres-Châbles sur la rive sud du lac.

## Accès

### Accès routiers
Concise et La Raisse sont traversés à la fois par la route cantonale 5 et par l'autoroute A5.

### Accès ferroviaire
Concise se trouve sur la Ligne du Pied-du-Jura des Chemins de fer fédéraux suisses. La gare de Concise est située en bordure du lac de Neuchâtel.

## Organisation territoriale
À la suite de la réorganisation territoriale du canton de Vaud, le 1er janvier 2008 le District de Grandson qui comprenait Concise a disparu. À partir de cette date, les communes le composant se retrouvent toutes incorporées dans le nouveau district du Jura-Nord vaudois.

## Préhistoire
Concise-sous-Colachoz appartient à la série très importante des sites préhistoriques qui ont livré les vestiges de nombreuses stations palafittiques de l'époque néolithique et de l'âge du bronze, répartis tout autour du la de Neuchâtel. On y a découvert, entre autres, un grand nombre de haches en pierre polie. Le domaine de La Lance a abrité une carrière romaine qui a fait l’objet de fouilles archéologiques par Albert Naef en 1909.

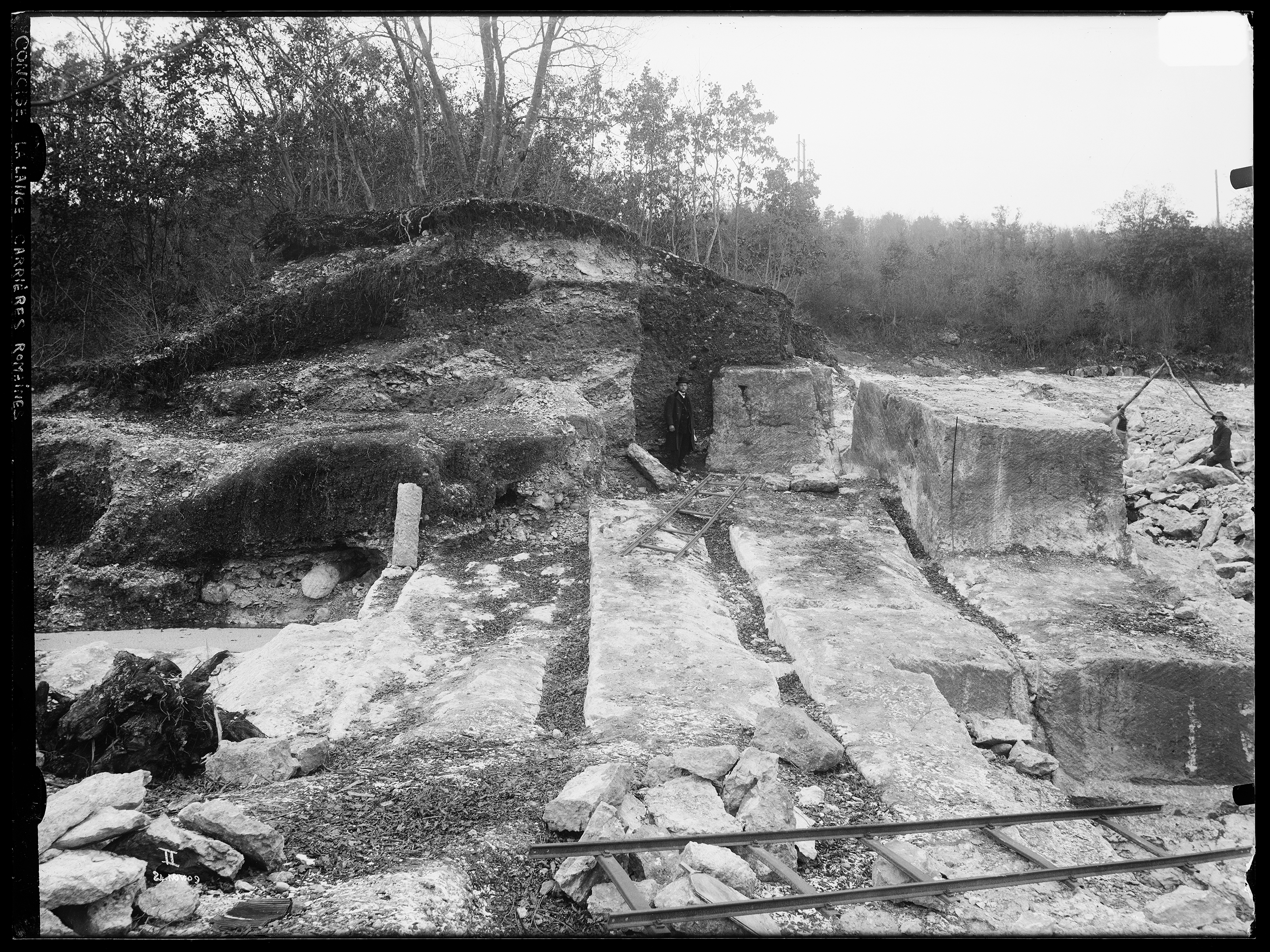
La Lance, carrière romaine, fouilles de 1909 (Archives cantonales vaudoises)

## Histoire
Concise fut mentionné sous le nom de Concisa en 1179. Au Moyen Âge, Concise relevait de la seigneurie de Vaumarcus puis de celle de Saint-Martin-du-Chêne et, dès 1282, de la baronnie de Grandson. C'est sur le territoire de Concise, près du bois de Seyte, que les troupes de Charles le Téméraire furent défaites le 2 mars 1476 par les Confédérés lors de la bataille de Grandson. À partir de cette date et jusqu'en 1798, Concise était intégré au bailliage commun de Grandson où elle formait une métralie avec Corcelles-près-Concise. La commune était régie par un Conseil de vingt-quatre membres et possédait une cour de justice. Elle faisait partie du district de Grandson de 1798 à 2007.
L'église paroissiale, mentionnée en 1228 et dédiée à saint Jean-Baptiste (tour romane, nef du gothique tardif), fut remaniée au XVe siècle et en 1676-1677. Le droit de présentation appartenait au prieur de Grandson. La cure médiévale fut aménagée, reconstruite en 1683 et complètement rebâtie en 1738. La paroisse, réformée en 1537 (votation du « Plus »), comprenait les villages neuchâtelois de Vernéaz et de Vaumarcus jusqu'en 1809 et le village vaudois de Mutrux jusqu'en 1846. Depuis toujours village vigneron, Concise devint dès les années 1960 un important centre viticole. L'économie alpestre (pâturages à génisses et pâturages à laitières avec fabrication de fromage) est également pratiquée.

## Population

### Gentilés et surnom
Les habitants de la commune se nomment les Concisois. Ils sont surnommés les Rebibes.
Les habitants de la localité de La Raisse se nomment les Raissards.

### Démographie
Concise compte 70 feux en 1416 et 60 en 1453 puis 560 habitants en 1798, 746 en 1850, 726 en 1900, 702 en 1950, 593 en 1990, 684 en 2000, 779 en 2010, 1 004 au 31 décembre 2022, 1025 au 31 décembre 2019.

## Patrimoine bâti

Ancienne Chartreuse de La Lance, château, vue partielle extérieure.
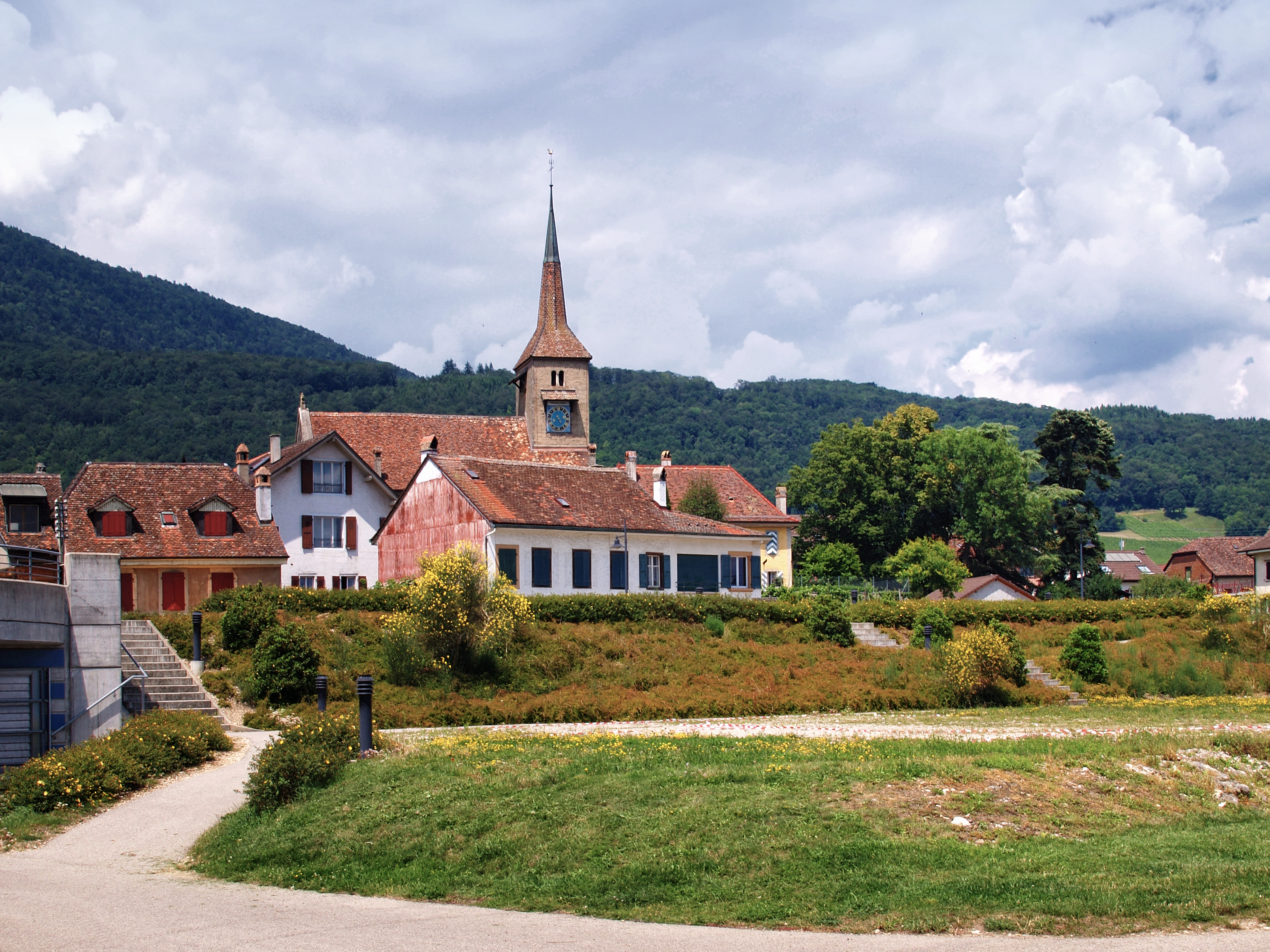
Église Saint-Jean Baptiste.
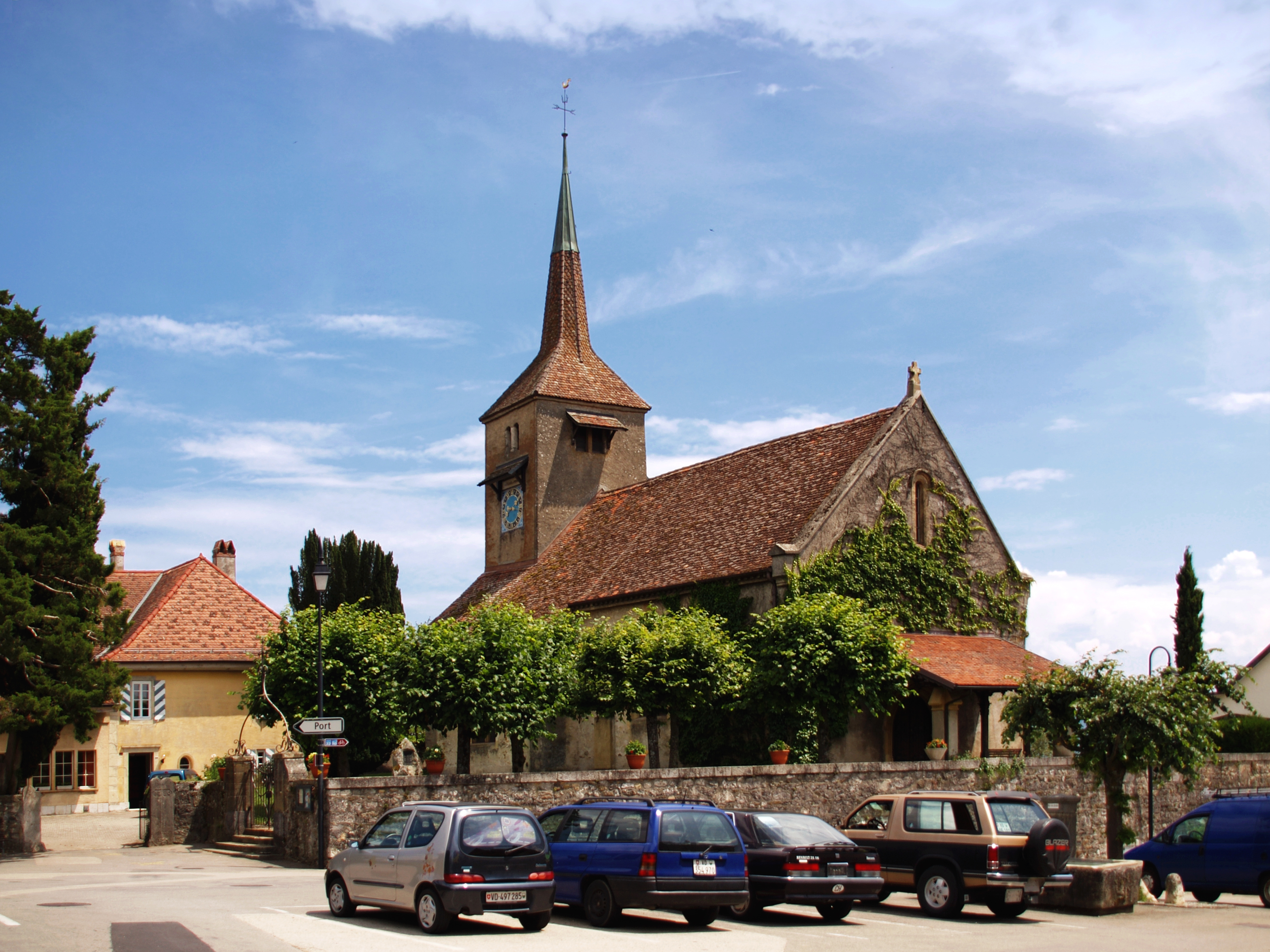
Vue depuis la place de l'église.
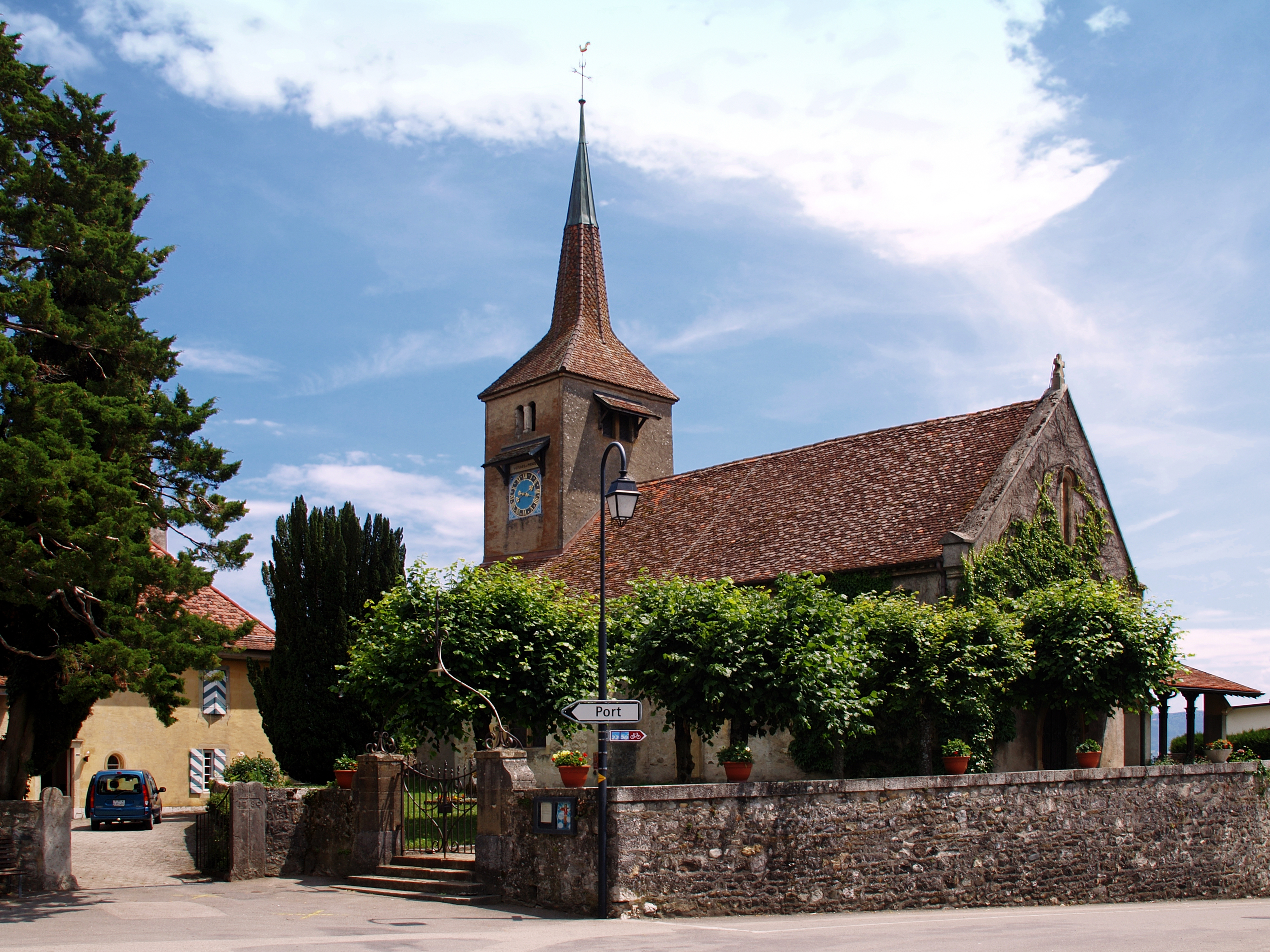
Saint-Jean Baptiste.
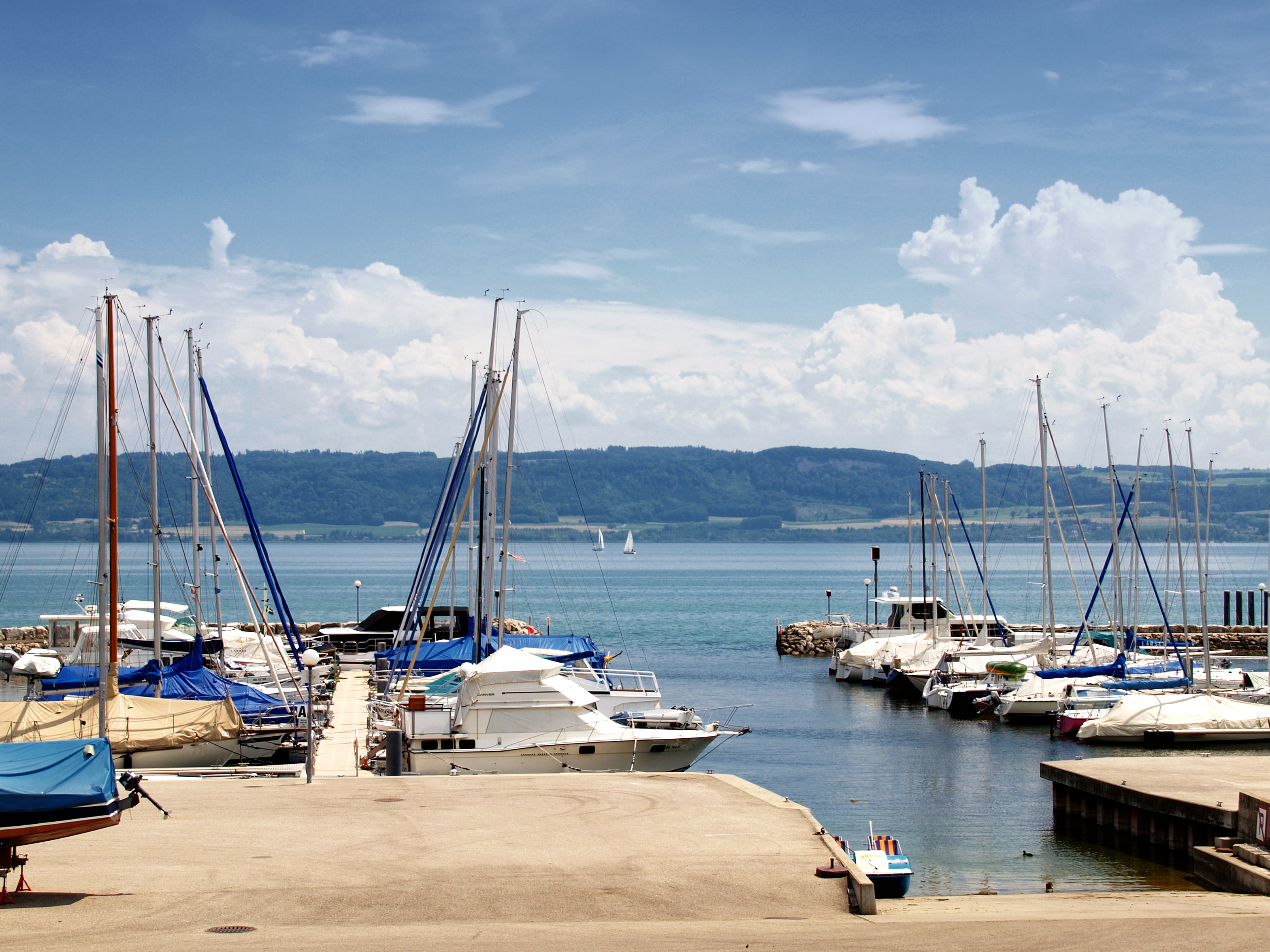
Vue de la marina et du lac de Neuchâtel.
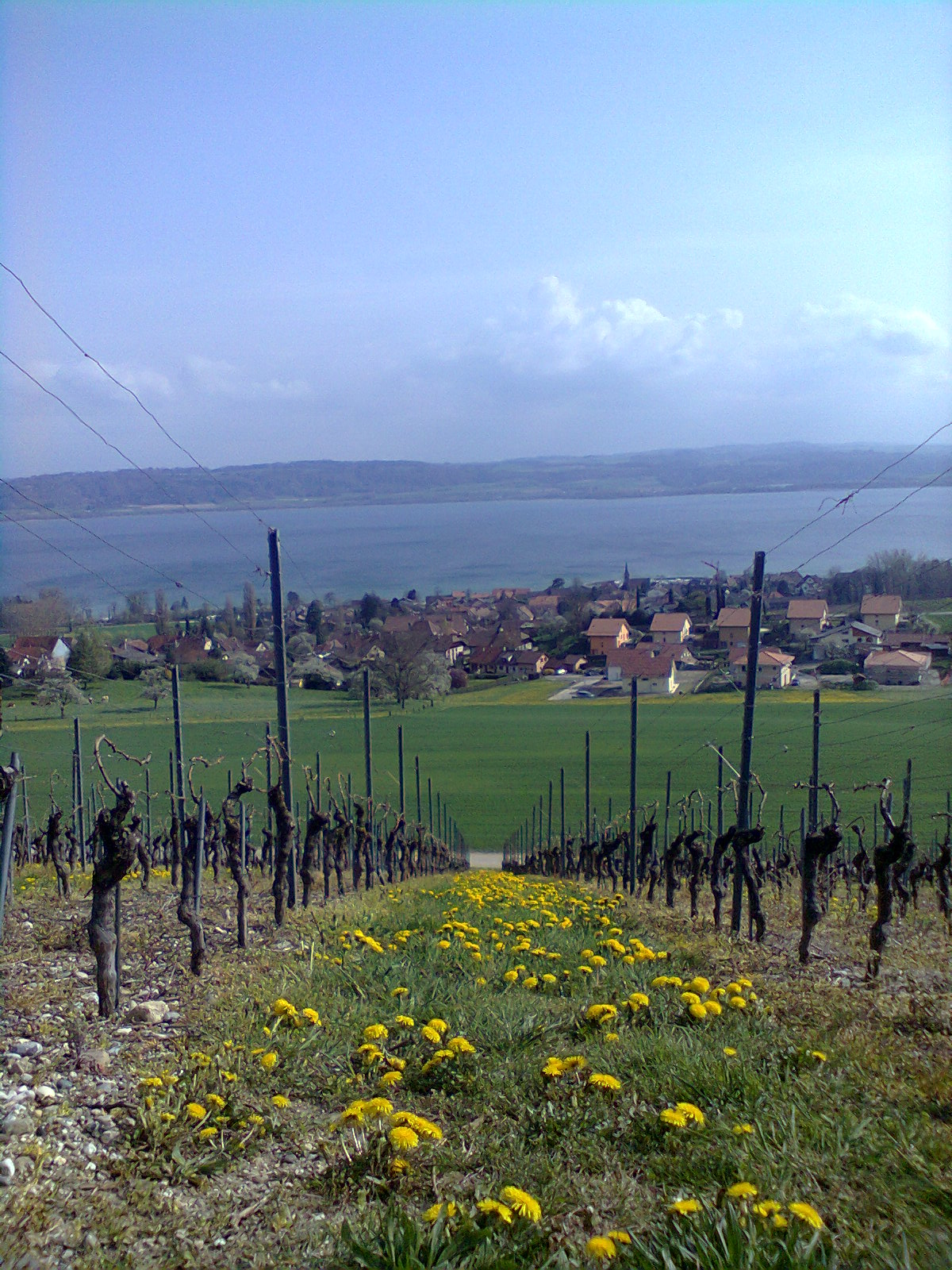
Vue du vignoble.
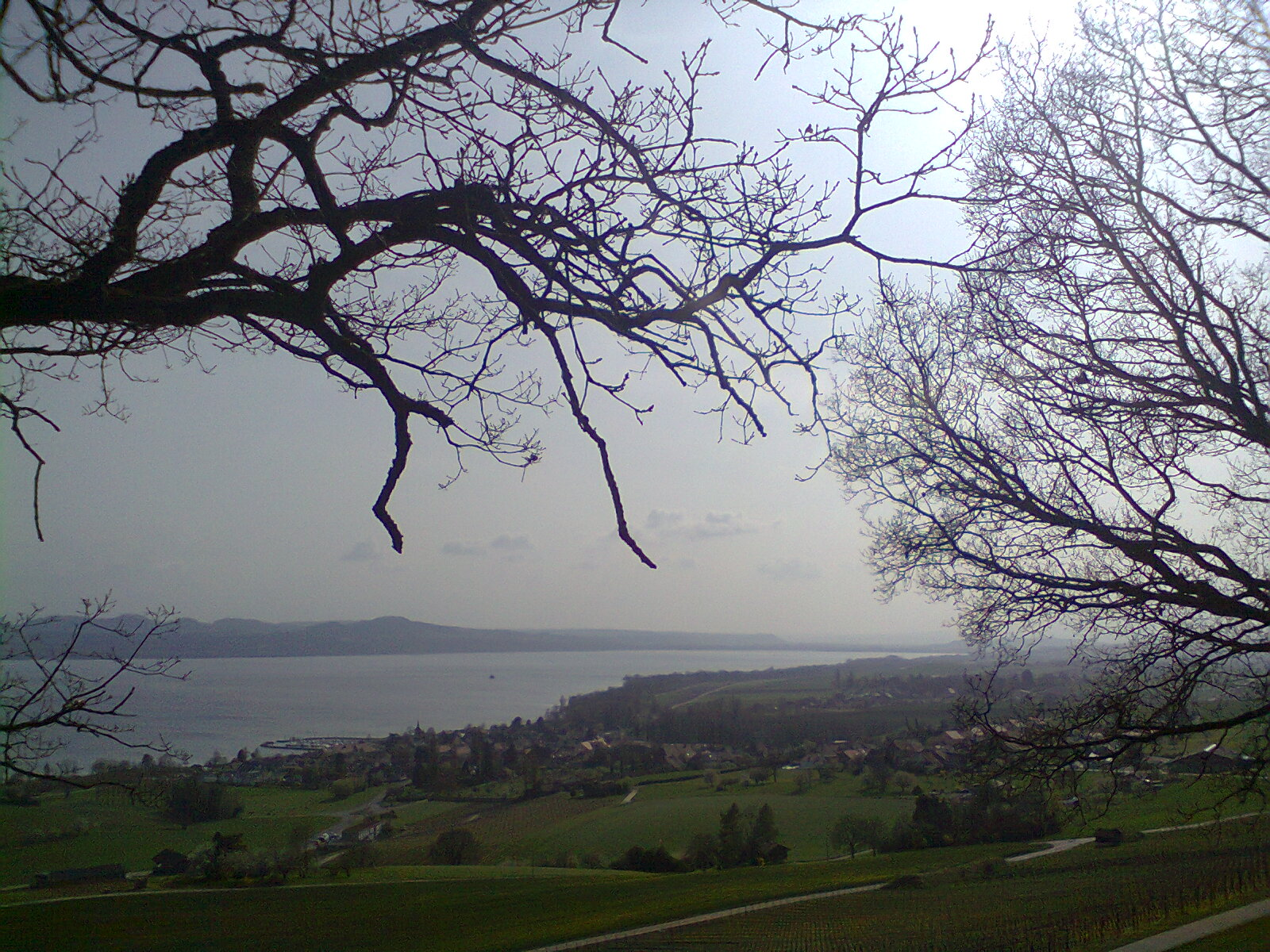
Vue de la bataille de Grandson.

### Architecture sacrée
- L’ancienne Chartreuse de La Lance, qui abrite un cloître intact du XIVe siècle, est un monument historique et un domaine viticole.
- L'église réformée Saint-Jean-Baptiste, située au-dessus du port[9]. De style roman tardif, le clocher date du XIIIe siècle ; la nef et l'entrée ont été remaniées au XVe siècle. Les cloches sont de 1737 et 1894[10].

### Architecture civile
- Le port de plaisance.